# Zaur Kaloyev
Zaur Kaloyev (Moscou, 24 de março de 1931) foi um futebolista soviético de origem georgiana, que atuava como meia-atacante.

## Carreira
Zaur Kaloyev fez parte do elenco da Seleção Soviética de Futebol, campeão da Euro de 1960.

## Títulos
- Eurocopa: 1960